# 자이이

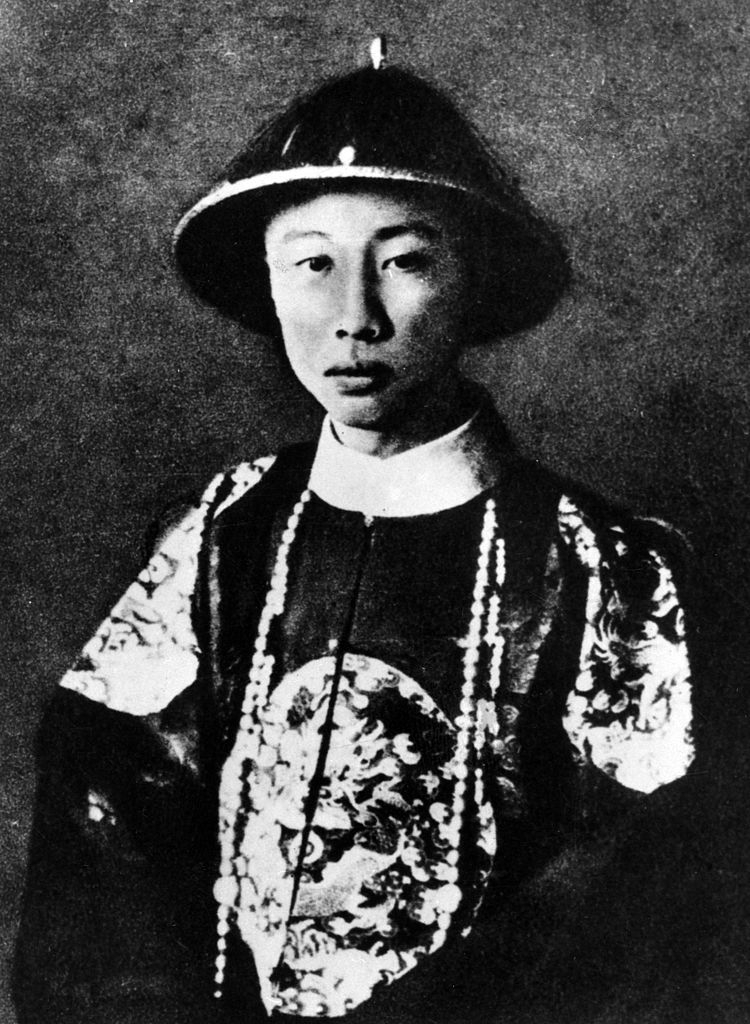
이혁단군왕의 삼종질 청 선통제 푸이는
훗날 만주국 군주 등극하기도 하였다.

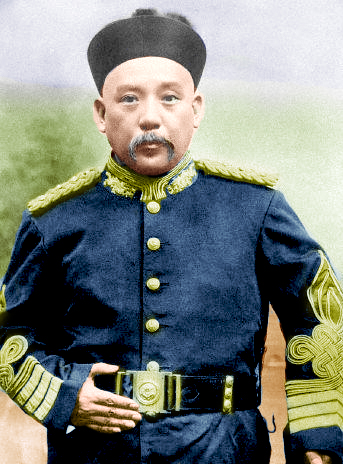
신해혁명으로 인한 청나라 멸망 후 일평생 정적이 된 위안스카이 前 중화제국 황제

이혁단군왕(已革端郡王, 1856년 8월 26일 ~ 1922년 5월 29일)은 중국 청나라의 황족이다. 이름은 아이신기오로 자이이(愛新覺羅 載漪, 만주어: ᠠᡳ᠌ᠰᡳᠨ
ᡤᡳᡠ᠋ᡵᠣ
ᡯᠠᡳ
 ᡳ Aisin-Gioro Dzai-I)이다.

## 생애
도광제의 서자이자 돈각친왕(惇恪親王, 도광제의 이복 동생)의 양자인 돈근친왕(惇勤親王)의 아들이다. 양부는 서회친왕(瑞懷親王, 도광제의 이복 동생)의 아들인 서민군왕(瑞敏郡王)이다. 6촌 재종형인 동치제의 추정상속인이기도 한 보국공 푸쥔(輔國公 溥儁)은 그의 둘째아들이다.
5세 때였던 1861년에 그는 5촌 종숙부 함풍제에 의하여 이혁단군왕(已革端郡王)에 책봉되었다.
서태후는 1899년 3월 18일을 기하여 이혁단군왕의 둘째아들 부준을 보경제(保慶帝)로 가제 참칭하였으나, 부준은 1900년 1월 24일을 기하여 결국 서태후에 의하여 가제위에서 폐위되었고, 부준은 보국공으로 강등되었다. 청나라 멸망 후 이혁단군왕과 부준은 중화민국 국민정부로부터 배척되었다.
1922년 5월 29일을 기하여 향년 66세로 훙서하였다.

## 같이 보기
- 돈친왕